# Tennet Holding
Tennet Holding B.V. (eigene Schreibweise TenneT) ist ein 1998 gegründeter niederländischer Stromnetzbetreiber mit Sitz in Arnhem. Das Unternehmen ist im Besitz des niederländischen Finanzministeriums. Das Tochterunternehmen TenneT TSO B.V. betreibt 2020 in den Niederlanden ein Stromnetz bestehend aus 10.959 km Freileitung und Erdkabel sowie 339 Umspannwerken.
Das deutsche Tochterunternehmen Tennet TSO GmbH betreibt in Deutschland ein Höchstspannungsnetz mit einer Gesamtlänge von rund 13.559 Kilometern (Freileitung: 10.708 km; Erdkabel: 2.851 km) sowie 136 Umspannwerken.

## Unternehmensgeschichte

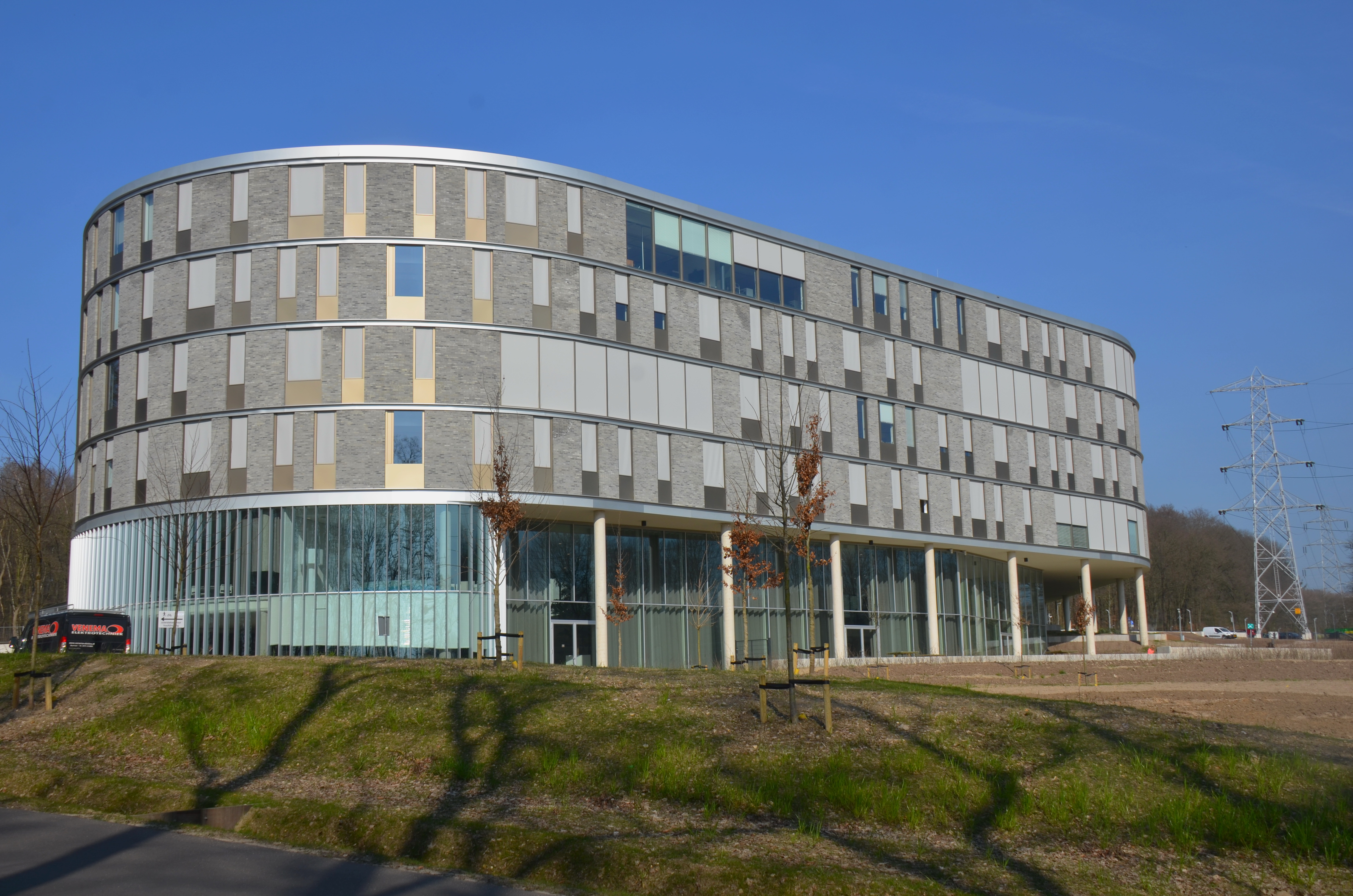
TenneT-Zentrale in Arnhem

Zwischen 1900 und 1920 nahmen viele regionale Verwaltungsbehörden die Energieversorgung in den Niederlanden selbst in die Hand. Dabei waren einige Behörden nur für den Transport, andere jedoch zusätzlich für die Erzeugung verantwortlich. Bis in die 1980er Jahre wurde die Energieversorgung der Niederlande von kommunalen Versorgungsunternehmen sichergestellt. Eine Reihe von Fusionen schufen im Laufe der Jahre mehrere regionale Energieversorgungsunternehmen, die ebenfalls nach und nach verschmolzen.
1949 schlossen sich die regionalen Versorgungsunternehmen in der Samenwerkende elektriciteits-produktiebedrijven (SEP) zusammen, um die Energieerzeugung und die Verwaltung der Übertragungsnetze zu bündeln. Zu Beginn lag das Hauptaugenmerk darauf, ein überregionales Sicherungsnetz aufzubauen, um auch bei Ausfall eines Kraftwerks die Versorgung mit Elektrizität gewährleisten zu können. Auf dem Gebiet der Übertragungsnetze war die SEP der Vorläufer der heutigen Tennet.
Tennet wurde 1998 gegründet. Das seinerzeit neue Elektrizitätsgesetz bestimmte Tennet zum unabhängigen Verwalter des niederländischen Höchstspannungsnetzes. Das Unternehmen sollte die wirksame und zuverlässige Energieversorgung der Niederlande sicherstellen.
Im Dezember 2003 vollendete Tennet die Übernahme des Stromnetzbetreibers  Transportnet Zuid Holland (TZH), der die 150-kV-Leitungen in Südholland betrieb. Mit diesem Erwerb machte Tennet den ersten Schritt zum Betreiber aller niederländischen Übertragungsnetze.

## Tennet TSO in Deutschland
2010 kaufte Tennet von E.ON deren deutsches Höchstspannungsnetz, das bis Oktober 2010 als Transpower Stromübertragungs GmbH firmierte.
Damit kam E.ON einer Verpflichtung gegenüber der Europäischen Kommission nach, dieses bis Dezember 2010 an einen Investor zu verkaufen, der bisher keine Interessen in der Stromerzeugung und/oder -versorgung hatte. Die EU-Wettbewerbskommissarin Neelie Kroes hatte dies aufgrund der marktbeherrschenden Stellung des E.ON-Konzerns in einem Kartellverfahren gefordert, das durch den Verkauf an den niederländischen Stromnetzbetreiber eingestellt werden konnte.
Sitz des unter dem Namen Tennet TSO firmierenden Unternehmens ist Bayreuth.

## Geschäftsführung
- Vorstandsvorsitzende und CEO: Manon van Beek
- Mitglied des Vorstands und COO: Maarten Abbenhuis
- Mitglied des Vorstands und CFO: Arina Freitag[5]
- Mitglied des Vorstands und COO: Tim Meyerjürgens